# Чистякове (станція)
Чистяко́ве — вузлова залізнична станція Донецької дирекції Донецької залізниці на перетині трьох ліній Чорнухине — Чистякове, Чистякове — Іловайськ та Чистякове — Безчинська між станціями Пелагіївський (7 км) та Постникове (7 км). Розташована в однойменному місті Горлівського району Донецької області. Найближча залізнична станція — Дронове (за 4 км).

## Історія
25 березня 2024 року на сайті Міністерства розвитку громад, територій та інфраструктури України було оприлюднено проєкт постанови Кабінету Міністрів «Про перейменування деяких географічних об'єктів». Відповідні дії вчиняються задля виконання положень Закону України «Про засудження та заборону пропаганди російської імперської політики в Україні і деколонізацію топонімії». Серед них було запропоновано перейменувати і станцію Торез на Чистякове.
17 січня 2025 року постановою Кабінету Міністрів України станцію перейменовано на Чистякове.

## Пасажирське сполучення
З 2014 року, через військову агресію Росії на сході України, транспортне сполучення припинене. Незважаючи на це, непідконтрольна Уряду України окупаційна влада запустила рух приміських поїздів сполученням Дебальцеве — Іловайськ.